# Длинношипая рыба-ёж
Длинношипая рыба-ёж (лат. Diodon hystrix) — вид морских лучепёрых рыб семейства двузубых. Распространены в тропических и субтропических водах всех океанов.

## Описание
Тело вытянутое с гладкой кожей, покрытой длинными острыми шипиками, которые представляют собой видоизменённые чешуйки. Каждый шипик имеет два корня. Подобно другим представителям семейства, длинношипая рыба-ёж при опасности может наполнять водой растягивающийся желудок, причем все тело раздувается и принимает шаровидную форму. При этом все шипики подвижные и могут подниматься на 90°. У рыб в спокойном состоянии шипики прижаты к телу. Голова сферической формы с большими глазами навыкате. Ширина головы укладывается 2,4—3,3 раза в стандартную длину тела. Рот большой и широкий, конечный и почти всегда открыт. Зубы слиты в пластины. Режущие пластины на верхней и нижней челюстях сплошные, то есть не разделены швом. Поэтому рот с челюстями и режущими пластинами напоминают клюв попугая. Жаберные отверстия небольшие, расположены у оснований грудных плавников.
Спинной и анальный плавники сдвинуты к хвостовому стеблю, не имеют колючих лучей. В спинном плавнике 14—17 мягких лучей, а в анальном — 14—16 мягких лучей. У взрослых особей эти плавники, а также хвостовой плавник, с закруглёнными краями. В грудных плавниках 22—25 (редко 21) мягких лучей. Брюшные плавники отсутствуют.
Верхняя часть тела, бока и плавники окрашены в желтовато-коричневый, коричневый или серый цвет. По всей поверхности тела, головы и плавников разбросаны многочисленные мелкие тёмные пятнышки, больших пятен нет. Брюхо белое.
Длинношипая рыба-ёж — самая крупная в семействе двузубых, максимальная длина тела 91 см, обычно около 40 см. Максимальная зафиксированная масса тела 2,8 кг.

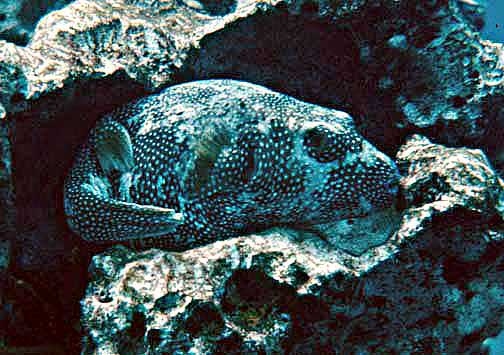

## Биология
Длинношипые рыбы-ежи ведут одиночный (кроме сезона размножения), преимущественно ночной образ жизни. Днём прячутся в расселинах, пещерах или под скальными выступами. Максимальная активность наблюдается на рассвете и на закате. Питаются преимущественно морскими ежами, брюхоногими и ракообразными. Строение зубов позволяет им разламывать твёрдые раковины и панцири.
Кожа и внутренности могут быть ядовитыми из-за накопления тетродотоксина.

## Ареал
Распространены в тропических и субтропических водах всех океанов. Западная часть Индийского океана: от южной Африки до Красного моря, Шри-Ланка и все крупные группы островов. Австралия: вдоль западного и восточного побережий. Западная Пацифика: Новая Каледония, островная дуга Кермадек, Гавайские острова, юг Японии. Восточная Пацифика: от Мексики до Чили. Западная Атлантика: от 36 °сев. шир. до 20 °юж. шир. Центральная Атлантика: острова Вознесения и Святой Елены. Западная Атлантика: остров Биоко.